# Parhyale fascigera
Parhyale fascigera is een vlokreeftensoort uit de familie van de Hyalidae. De wetenschappelijke naam van de soort is voor het eerst geldig gepubliceerd in 1897 door Stebbing.